# Paul Lawrie
Paul Stewart Lawrie, OBE (Escocia, 1 de enero de 1969) es un golfista escocés. Es más conocido por haber ganado el Abierto Británico en 1999.

## Biografía
Lawrie nació en Aberdeen. Decidió hacerse profesional en 1986 y desde entonces ha ganado 11 torneos en total, 7 éxitos del European tour y 4 otros. La victoria más famosa de Paul Lawrie fue en 1999 cuando ganó el Abierto Británico.

## Principales triunfos

### Victorias European Tour (8)
| Legend                  |
| Torneos Majors (1)      |
| Otros European Tour (7) |

| Núm. | Fecha          | Torneo                         | Puntaje               | Diferencia | Segundo lugar                     |
| ---- | -------------- | ------------------------------ | --------------------- | ---------- | --------------------------------- |
| 1    | 3 de mar 1996  | Catalan Open                   | –9 (65-70=135)        | 1 stroke   | Fernando Roca                     |
| 2    | 20 de feb 1999 | Masters de Catar               | –20 (68-65-67-68=268) | 7 strokes  | Søren Kjeldsen, Phillip Price     |
| 3    | 18 de jul 1999 | The Open Championship          | +6 (73-74-76-67=290)  | Playoff    | Justin Leonard, Jean van de Velde |
| 4    | 21 de oct 2001 | Dunhill Links Championship     | –18 (71-68-63-68=270) | 1 stroke   | Ernie Els                         |
| 5    | 11 de ago 2002 | Celtic Manor Resort Wales Open | –16 (67-65-70-70=272) | 5 strokes  | John Bickerton                    |
| 6    | 27 de mar 2011 | Open de Andalucía              | –12 (66-67-65-70=272) | 1 stroke   | Johan Edfors                      |
| 7    | 5 de feb 2012  | Masters de Catar*              | –15 (69-67-65=201)    | 4 strokes  | Jason Day, Peter Hanson           |
| 8    | 26 de ago 2012 | Johnnie Walker Championship    | –16 (68-69-67-68=272) | 4 strokes  | Brett Rumford                     |

### Otras victorias (4)
- 1990 Scottish Assistants Championship
- 1992 UAP Under 25s Championship, Scottish Brewers Championship
- 2002 Aberdeen Asset Management Scottish Match Play Championship

## Presencias en equipo
- Ryder Cup: 1999, 2012
- Seve Trophy: 2000, 2002, 2003
- Copa Mundial de Golf: 1996, 2000, 2002, 2003
- Alfred Dunhill Cup: 1999
- Royal Trophy (representing Europe): 2009

## Fundación de Golf Paul Lawrie
Lawrie tiene pasión por el golf juvenil, y su "Paul Lawrie Foundation" ha enseñado a miles de golfistas juveniles. El jugador más conocido que se graduó desde la fundación es el joven David Law, también de Aberdeen. En 2012, compró el Centro de Golf Aspire en Aberdeen (hoy en día se llama The Paul Lawrie Golf Centre).